# Arabanoo
Arabanoo (* 1759; † 18. Mai (?) 1789 in Sydney, Australien), anfänglich Manly genannt und Arooboonoo, Arooboonen oder auch Harrabanu geschrieben, war der erste Aborigine, den die britischen Kolonisten gefangen nahmen und für ihre Zwecke einsetzten. Später ereilte das gleiche Schicksal Bennelong und Colebee.
Der erste Gouverneur der britischen Kolonie New South Wales, Arthur Phillip, gab die Anordnung zwei Aborigines gefangen zu nehmen, weil er mehr über die Sprache und Lebensgewohnheiten der indigenen Bevölkerung in Erfahrung bringen wollte. Am 31. Dezember 1788 setzten Leutnant Henry Lidgbird Ball von der HMS Supply und Marineleutnant George Johnston zwei Aborigines an der Nordküste von Port Jackson auf North Head fest. Im Verlauf dieser Auseinandersetzung wurden sie von den Aborigines mit Speeren, Wurfgeschossen jeglicher Art und brennenden Holzstücken beworfen, wobei ein Aborigine flüchten konnte. Der gefangene Arabanoo wurde in die europäische Siedlung gebracht. Phillip ließ ihn zu seinem Schutz bewachen und ihm zunächst Handschellen anlegen. Arabanoo, der anfänglich nach dem Ort seiner Gefangenennahme Manly genannt wurde, nahm zunächst an, dass dies ein Schmuck sei, und als er den wahren Zweck erfuhr, wurde er wütend. In der britischen Siedlung wurde er in das Haus des Gouverneurs gebracht, sein Haar und Bart gestutzt, in ein Bad gesetzt und anschließend europäisch eingekleidet. Er unternahm anfänglich einen Fluchtversuch von einem Schiff, der misslang, weil seine britische Kleidung ihn am Wegtauchen hinderte.
Später konnte sein Name in Erfahrung gebracht werden, und obwohl er im Aborigines-Gebiet der Cameragal gefangen wurde, ist seine Clanzugehörigkeit nicht bekannt.
Über ihn wird berichtet, dass er nicht groß, aber kräftig war; er war eine freundliche und ruhige Persönlichkeit. Bei den Siedlern der britischen Kolonie war er beliebt, und Phillip berichtete, dass er viele Informationen von ihm über die Sprache und Lebensgewohnheiten der Aborigines erhalten habe. Der Absicht von Phillip, das Zusammenleben von Siedlern und Aborigines mittels der erworbenen Sprachkenntnisse von Arabanoo zu ermöglichen, war jedoch wenig Erfolg beschieden.
Als im April 1789 eine Pockenepidemie unter den Aborigines ausbrach, die nach Berichten von Bennelong die Aboriginesbevölkerung um Sydney um die Hälfte dezimierte, kamen einige von ihnen krank in die europäische Siedlung. Arabanoo pflegte zwei pockenerkrankte Kinder, Nanbarry und Boorong, wobei er sich infizierte. Die Kinder überlebten, er starb an den Folgen und wurde im Garten des Gouverneurs, gelegen im heutigen Stadtteil Circular Quay Sydneys, beerdigt.